# Rotary Club Casablanca Al Manar
Le Rotary Club Casablanca Al Manar (المنار, littéralement “le phare” en Arabe) est né de la volonté d’accompagner le Rotary International au Maroc, plus particulièrement à Casablanca, où il est présent depuis 1930.

## Genèse
Constitué de membres actifs de la société civile et reconnus par leurs pairs, le Rotary Club Casablanca Al Manar relève le défi de perpétuer à sa juste valeur la devise du Rotary International : Servir d’abord.
Après plusieurs réunions préparatoires durant le dernier trimestre de 2011 tenues sous l’égide d’éminents rotariens du Maroc, le Rotary Club Casablanca Al Manar entame dès janvier 2012 ses activités sociales, professionnelles et d’intérêt général à la faveur des différentes catégories sociales de sa communauté, particulièrement les plus démunis. Son statut d’association de bénévolat lui procure la qualité nécessaire pour mener des actions d’envergure sur tout le territoire national.

## Principes fondateurs
C’est dans ses principes fondateurs que l’on trouve les caractéristiques du Rotary Club Casablanca Al Manar :
- Servir d’abord, en se conformant aux préceptes du Rotary International et en adéquation totale avec les lois et la réglementation en vigueur au Maroc sur l’action des associations de bénévolat.
- Tenir le défi de la parité femmes/hommes parmi ses membres et introduire dans le cadre des activités principales du Club l’Action Jeunes Générations.
- Joindre l’utile à l’agréable, en développant la camaraderie aussi bien entre les membres du Rotary Club Casablanca Al Manar qu’entre tous les Rotariens du Maroc et du monde.
- Inscrire l’action du Rotary Club Casablanca Al Manar dans l’efficacité à travers ses cinq commissions actives, autonomes et responsables.

## Historique
- Mars 2011: Genèse de l’idée de la création du club.
- Avril 2011: Prise de contact officiel avec les instances du Rotary au Maroc.
- Mai 2011: Prise de contacts avec les membres fondateurs.
- 12 octobre 2011: Première réunion constitutive du Club - Élection du Comité.
- 26 octobre 2011: Deuxième réunion préparatoire - Adoption des Statuts et Règlement Intérieur.
- 2 novembre 2011: Troisième réunion préparatoire - Constitution des 5 commissions.
- 16 novembre 2011: Démarrage du club provisoire - Première réunion officielle.
- 13 décembre 2011 : Admission officielle par le Rotary International.
- 6 janvier 2012 : Remise de la Charte du R.C Casablanca Al Manar.

## Les activités
Les principaux chantiers pour l’année 2011-2012

### Action Relations Publiques
- Réalisation d’une étude d’image du Rotary International au Maroc, en partenariat avec Sphinx, leader international des études et enquêtes d’opinion.
- Réalisation d’une revue du R.C Casablanca Al Manar ainsi qu’un site web connecté aux réseaux sociaux.

### Actions d’éducation
- Équipement d’une bibliothèque et crèche traditionnelle (M’Sid) dans la région de Aïn Harrouda à Casablanca.
- Mise en place d’une académie gratuite de cours de soutien scolaire pour les élèves de lycée désirant postuler à des cycles d’ingénieurs.
- Production de livre audio à la faveur des enfants malvoyants, avec un contenu pédagogique constitué de contes marocains authentiques.
- Fourniture d’équipements sportifs au profit des lycées en vue d’encourager la pratique du sport scolaire.

### Actions Santé
- Mise en place d’un fonds de soutien aux opérations équipement en lunettes, fauteuils roulant et matériel médical.
- Organisation de caravanes médicales à la faveur des zones enclavées.
- Mise en place d’un fonds exceptionnel de soutien au programme de fonctionnement des maisons de maternité réalisées par l’Unicef au Maroc.

### Actions environnement
- Mise en place d’un site internet pour la promotion du covoiturage à Casablanca.
- Contribution à des opérations de «plages propres» et de reboisements.

### Actions professionnelles
- Organisation de visites professionnelles auprès de leaders et champions nationaux dans les domaines de l’industrie, du commerce et des services.
- Organisation d’un cycle de conférences statutaires.
- Organisation d’une journée d’étude sur les jeunes du Maroc, sur la base de l’enquête nationale sur les Jeunes L’Economiste-Sunergia.

### Actions interne et externe
- Organisation des réunions avec famille quatre fois par semestre.
- Adopter un plan de leadership conforme aux recommandations du R.I.
- Organisation de la soirée de gala du R.C Club Casablanca Al Manar.
- Mise en place d’un programme de visites des Rotary Clubs au Maroc et dans le monde.

## Le Comité 2012-2013
| Président 2012-2013 | Past Président 2011-2012 | Secrétaire  | Chef de Protocole | Trésorerie    |
| ------------------- | ------------------------ | ----------- | ----------------- | ------------- |
| Said El Khali       | Anouar Zyne              | Houda Chami | Hicham Marhoum    | Ouafae lahlou |

## Les Présidents de Commissions 2012-2013
| Commission Effectif | Commission Action Professionnelle | Commission Action d’Intérêt Public | Commission Relations Publiques |
| ------------------- | --------------------------------- | ---------------------------------- | ------------------------------ |
| Najat Buchman Kamal | Malika El Maleh                   | Yasser Kahlaoui                    | Raja Kantaoui                  |